# (14859) 1989 WU1
1989 دابليو يو 1 (ويعرف أيضًا باسم (14859) 1989 دابليو يو 1 وفق تسمية الكوكب الصغير) (بالإنجليزية: 1989 WU1)‏ هو كويكب ضمن حزام الكويكبات؛ وترتيبه 14859 من حيث الاكتشاف.
اكتُشف هذا الجُرم الفلكي بواسطة هيروشي كانيدا في 25 نوفمبر 1989.

## وصلات خارجية
- (14859) 1989 WU1 في قاعدة بيانات مختبر الدفع النفاث لأجرام النظام الشمسي الصغيرة

- الاكتشاف · مخطط المدار ·  العناصر المدارية · المعلمات المادية

- (14859) 1989 WU1 على موقع ويكي سكاي: DSS2, SDSS, GALEX, IRAS, Hydrogen α, X-Ray, Astrophoto, Sky Map, Articles and images